# Torneo de Hua Hin 2017
El Hua Hin Championships 2017 fue un torneo de tenis profesional jugado en canchas duras al aire libre. Se trató de la segunda edición del torneo que formó parte de la serie WTA 125s 2017, con un total de 115.000 dólares en premios. Se llevó a cabo en Hua Hin, Tailandia, del 6 hasta el 12 de noviembre de 2017.

## Cabezas de serie

### Individual femenino
| Tenista          | Ranking | Preclasificada |
| Wang Qiang       | 46      | 1              |
| Evgeniya Rodina  | 83      | 2              |
| Duan Yingying    | 95      | 3              |
| Hsieh Su-wei     | 96      | 4              |
| Yanina Wickmayer | 112     | 5              |
| Ana Bogdan       | 113     | 6              |
| Misaki Doi       | 119     | 7              |
| Naomi Broady     | 120     | 8              |

- Ranking del 30 de octubre de 2017.

### Dobles femenino
| Tenista                            | Ranking | Preclasificada |
| Veronika Kudermetova İpek Soylu    | 141     | 1              |
| Monique Adamczak Naomi Broady      | 146     | 2              |
| Dalila Jakupović Irina Khromacheva | 169     | 3              |
| Desirae Krawczyk Giuliana Olmos    | 235     | 4              |

## Campeonas

### Individual Femenino
Belinda Bencic venció a  Hsieh Su-wei por 6-3, 6-4

### Dobles Femenino
Duan Yingying /  Wang Yafan vencieron a  Dalila Jakupović /  Irina Khromacheva por 6-3, 6-3